# Podaca

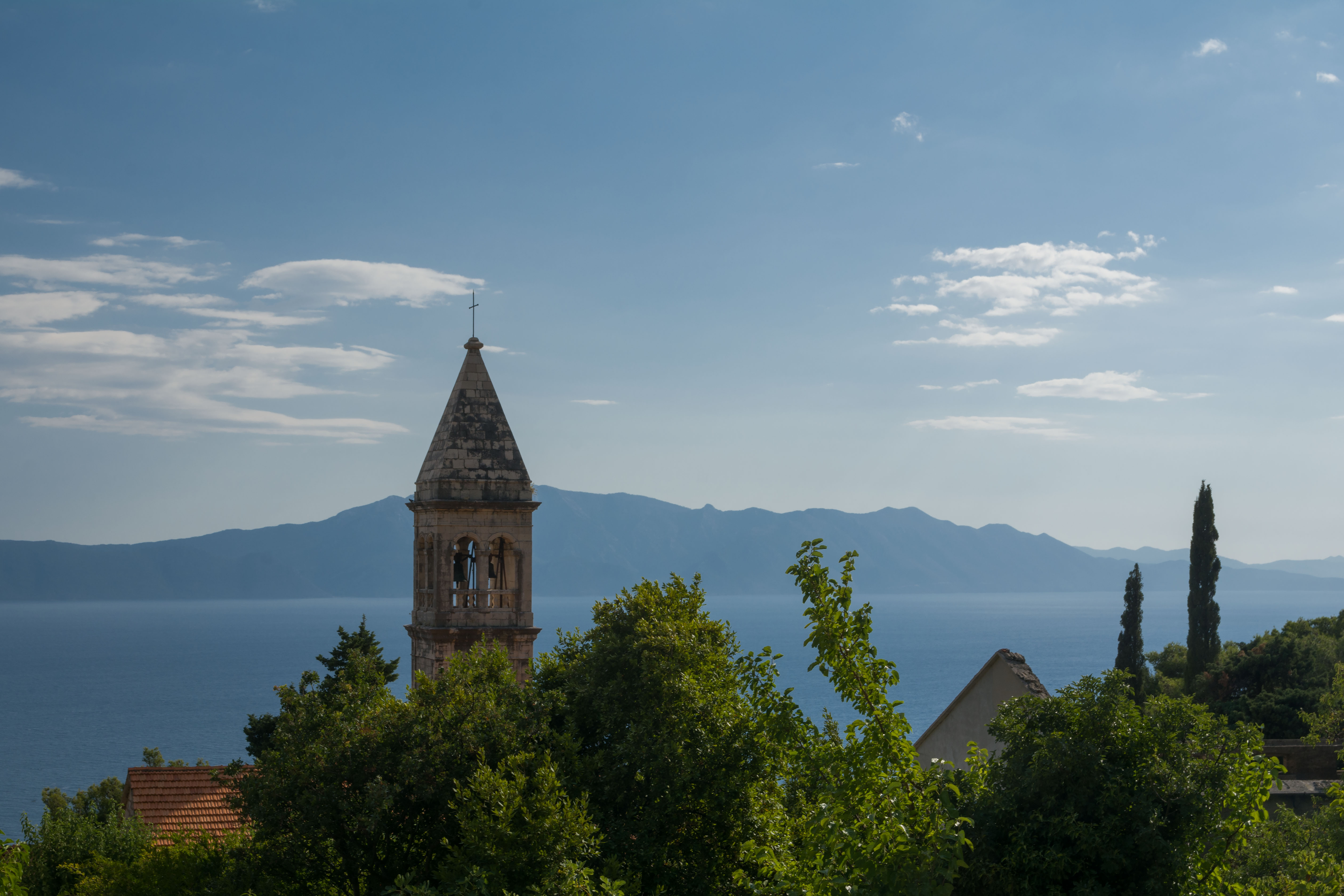
Kostel sv. Stjepana

Podaca je vesnice a turisty často vyhledávaná lokalita v jižní Dalmácii (Chorvatsko), ležící mezi městy Makarska a Ploče. Je součástí Makarské riviéry. Žije zde 716 obyvatel (2001). Administrativně náleží pod opčinu města Gradac ve Splitsko-dalmatské župě.
Oblast osídlili před přibližně 2 000 lety Ilyrové a na místě dnešního městečka kdysi podle archeologických průzkumů stávala římská osada Pitunium.
Dnes se Podaca dělí na tři části: Kapeć, Viskoviću valu a Ravanje. Na chráněném místě vysoko nad mořem se nachází Staru nebo také Gornju Podacu, což je původní vesnice opuštěná kvůli zemětřesením v druhé půlce 20. století. Nachází se zde kostel Sv. Ivana z přibližně 11.-12. století s hrobkou rodu Kačićů (nedaleko se nachází také kostel sv. Stjepana z roku 1492, který byl zničen, aby na jeho místě byl vystavěn nový kostel z roku 1762), starou celnici, věž, která byla součástí obrany proti Turkům a staré domy. Podaca se ale pod současným jménem poprvé objevuje v roce 1571. Vyrostla na svazích Biokova, kolem kostela sv. Jana Křtitele.

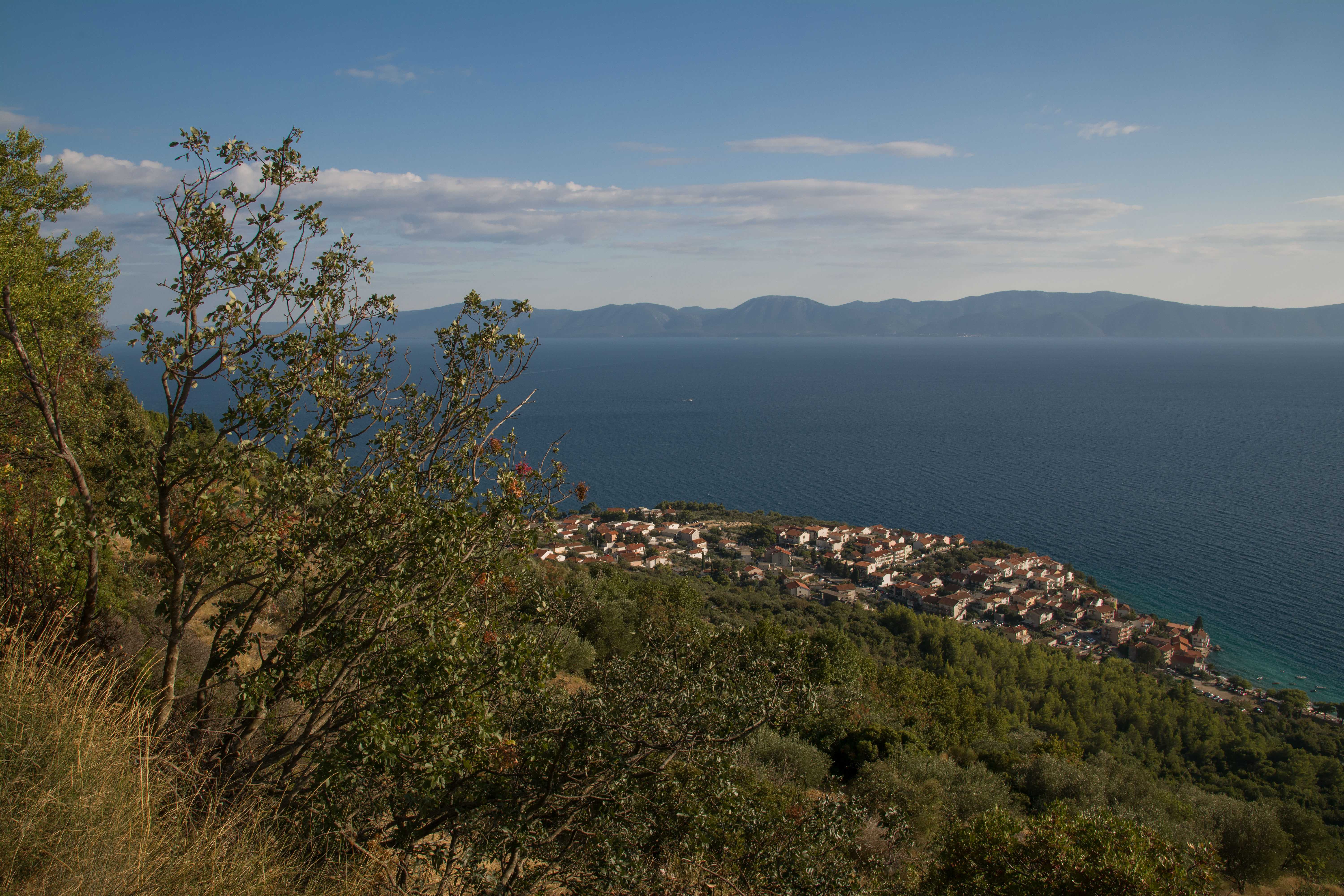
Podaca z úpatí pohoří Rilič

V dolní části vesnice, kam se po roce 1962 přesunul i téměř celý zbytek obyvatel, se nachází nový kostel Gospe od pohođenja (Zvěstování Panny Marie) ze stejného roku a malé přístaviště především pro turistické lodě.
Podaca leží na známé Jadranské magistrále, mezi dálničními výjezdy Makarska a Ploče, v blízkosti obcí Zaostrog, Brist a Gradac.